# Zespół Capgrasa
Zespół Capgrasa – rzadko występujące zaburzenie psychiczne z grupy DMS polegające na przekonaniu chorego, że jego partner lub inni członkowie rodziny zostali zamienieni na identycznie wyglądające, obce osoby. Zaburzenie to występuje w schizofrenii, otępieniu oraz jako powikłanie po urazach głowy. Może występować w postaci ostrej lub przewlekłej.

## Historia
Zaburzenie to jako pierwszy opisał w 1923 roku Joseph Capgras, francuski psychiatra. W publikacji pt. L′illusion des sosies opisał on przypadek pewnej kobiety, która twierdziła, że wszyscy ludzie, których znała, zostali zastąpieni przez „sobowtórów”.
W 1991 roku Passer i Warnock opisali przypadek 74-letniej kobiety, u której niedługo po powrocie do domu ze szpitala psychiatrycznego rozpoznano atypową psychozę. Utrzymywała ona, że jej mąż został zastąpiony przez obcego mężczyznę. Odmówiła spania w jednym łóżku z „oszustem” i zamykała się w sypialni na klucz, poprosiła także syna o broń, obawiając się „obcego mężczyzny w domu”. Chwilami utrzymywała, że jej mąż to dawno już nieżyjący ojciec. Kobieta ta bez trudu rozpoznawała innych członków rodziny.

## Przyczyny
Uważa się, że przyczyną wystąpienia zespołu Capgrasa jest zerwanie lub uszkodzenie połączenia pomiędzy korą mózgową a układem limbicznym.